# Miitomo
Miitomo (ミートモ Mītomo?) fue una aplicación de mensajería social desarrollada por Nintendo y DeNA para dispositivos iOS y Android. La aplicación hacía uso de los personajes Mii para fomentar la comunicación entre sus usuarios. Fue la primera aplicación de Nintendo para dispositivos inteligentes. Finalizó su servicio en mayo de 2018. Miitomo estaba disponible en 9 idiomas en su lanzamiento, en marzo de 2016 en Japón, España, Reino Unido, Irlanda, Australia, Nueva Zelanda, Estados Unidos, Canadá, Alemania, Austria, Bélgica, Francia, Italia, Luxemburgo, Países Bajos y Rusia. En febrero de 2016 se abrió la preinscripción para la aplicación. La aplicación solo se podía usar conectado a Internet.

## Características
Al conectar la aplicación, el usuario debía crear un personaje Mii. Después aparecían preguntas para iniciar conversaciones amistosas. Las respuestas le aparecían a los amigos establecidos, o a través de redes sociales como Facebook o Twitter.
La aplicación hacía uso del programa de recompensas de Nintendo llamado My Nintendo.
Los usuarios podían cambiar la apariencia de sus Mii en la aplicación. Algunos accesorios y ropa para el Mii eran pagos También se podía añadir a los Mii fotos hechas con el dispositivo.

## Desarrollo
Miitomo fue anunciado en octubre de 2015. Nintendo firmó un acuerdo con DeNA para el desarrollo de 5 aplicaciones, planeadas para ser publicadas hasta marzo de 2017. Posteriormente fueron lanzados Super Mario Run y Fire Emblem Heroes.